# Sinogold GM3
Le Sinogold GM3 est un monospace électrique produit par le constructeur automobile chinois Sinogold depuis 2017.

## Aperçu
Sinogold est un fabricant de véhicules électriques appartenant à l'État basé dans la province chinoise du Shandong, et le GM3 est son premier véhicule de tourisme. Le Sinogold GM3 est un monospace à six places avec une configuration de sièges 2-2-2. Les prix du GM3 varient de 229 800 yuans à 249 800 yuans.

## Caractéristiques
Le Sinogold GM3 est propulsé par un moteur électrique positionné au-dessus de l'essieu avant avec une puissance de 163 ch et 250 Nm de couple. L'autonomie du Sinogold GM3 dépend des options de batterie, avec 300 kilomètres pour la batterie de 55 kWh et 405 kilomètres pour la batterie de 66 kWh (NEDC). Selon Sinogold, rouler à une vitesse moyenne de 60 km/h peut étendre l'autonomie à 400 kilomètres pour la batterie de 55 kWh et à 520 kilomètres pour la batterie de 66 kWh. La charge complète du Sinogold GM3 prend 8 heures sur une source d'alimentation 220V ou 40 minutes avec un chargeur rapide pour 80 % de la batterie chargée.

## Controverses sur le style
Appelé à l'origine Sinogold G60, le Sinogold GM3 est un véhicule controversé du point de vue du style, car la plupart du design extérieur est une copie évidente du Citroën Grand C4 Picasso malgré l'apparence avant et arrière redessinés. En mai 2017, Sinogold a utilisé une image modifiée du Citroën Grand C4 Picasso pour celle du Sinogold GM3.

## Voir également
- Citroën Grand C4 Picasso - La voiture qui a inspiré le style du Sinogold GM3